# Российская сеть культурного наследия
Российская сеть культурного наследия — автономная некоммерческая организация, основанная в 1996 году, и учреждённая Государственным унитарным предприятием «Главный информационно-вычислительный Центр Министерства культуры Российской Федерации» (ГУП ГИВЦ МК РФ).
РСКН осуществляет ряд интернет-проектов, направленных на продвижение российского культурного наследия в России и мире (с помощью информационных технологий), формирование открытой коммуникационной среды для специалистов в области изучения культурного наследия, а также способствует развитию культурного туризма в России.
В проектах РСКН выступает в качестве координационного, консультационного и информационного центра, обеспечивает менеджмент и технологическое сопровождение проектов, отвечает за взаимодействие с зарубежными партнерами, ведёт активную пропаганду знания о культуре России, способствует привлечению инвестиций в сферу культуры.
Большую роль в становлении РСКН сыграл институт «Открытое общество», представляющий интересы Фонда Сороса в России.
В 2005 году один из основных проектов Российской сети культурного наследия, портал «Музеи России», стал лауреатом Национальной премии за вклад в развитие российского сегмента сети Интернет в номинации «Культура и массовые коммуникации».

## Цели создания РСКН
- Создание механизмов свободного и эффективного доступа граждан к информации о культурном наследии, предоставление широкого спектра информационных услуг на базе современных телекоммуникационных технологий;
- Содействие развитию образования, культурного туризма, сохранению памятников истории и культуры России;
- Вовлечение государственных, частных и общественных организаций, отдельных граждан в работу по сохранению, исследованию и популяризации культурного наследия страны, используя возможности современных информационных технологий;
- Содействие формированию единого мирового культурно-информационного пространства путём включения в него информации о памятниках истории и культуры России.

В полном объеме Российская сеть культурного наследия должна включать:
- Электронные каталоги на основе систем связанных баз данных;
- Электронные путеводители по музеям, памятникам истории и культуры, виртуальные экспозиции и выставки;
- Аннотированную подборку ссылок на российские и международные культурные ресурсы в сети интернет;
- Новости и информацию о культурных событиях в стране и в мире, календари событий;
- Музейные и иные подсети, ссылки на другие сетевые проекты;
- Ресурсы для профессионалов;
- Электронные форумы, дискуссионные группы и чаты для общения;
- Различные обучающие курсы, тренинги и семинары по применению информационных технологий в сфере культуры;
- Электронные публикации по культурному наследию;
- Информацию по охране авторских прав и интеллектуальной собственности.

## Основные проекты

### Проект европейской комиссии «Cultivate-russia»
Первый российский проект в сфере культуры, поддержанный ЕС. Полуторогодовой проект начат в январе 2002 года; РСКН является основным контактором проекта, в котором принимало участие 11 партнеров из 6 европейских стан.
Это сетевой проект, направленный на пропаганду сотрудничества организаций России и Европы. В рамках проекта была проведена серия из 37 семинаров и круглых столов, распространена информация по всей территории России, создан информационный сайт, проведена международная конференция, выпущены 2 тиража CD-дисков и налажены региональные и международные контакты.

### Интернет-портал «Музеи России»
Основной музейный сервер России, ресурсный центр РСКН. Основан в 1996 году. Ежемесячно портал посещает около 70 000 российских и зарубежных пользователей, и обслуживает более 300 тыс. обращений. Доступ ко всей информации бесплатен и неограничен. На портале представлена исчерпывающая информация о 3 000 музеях и галереях, размещена общероссийская музейная афиша и анонсы событий культурной жизни России, представлено более 7 тыс. шедевров из музейных коллекций, подготовлено более 300 выпусков еженедельных электронных изданий, на которые подписано около 6,5 тыс. человек.

### Иные текущие проекты

#### Проект BRICKS
Проект основан для создания электронной библиотеки на уровне Europeana, для всех посетителей которой будет предоставляться доступ к собранию цифровых документов из самых разных сфер науки и знаний. Система также будет работать с уже запущенными проектами: «Цифровые музеи», «Цифровые архивы» и другими системами. Миссия BRICKS — формирование, развитие и обслуживание пользовательского пространства для совместного использования знаний и ресурсов домена Культурное Наследие.

#### Проект CALIMERA
CALIMERA (англ. Cultural Applications: Local Institutions Mediating Electronic Resource Access — предоставление широкому кругу пользователей доступа к ресурсам по тематике «культура» на региональном уровне) — интернет-проект, призванный сделать результаты научной деятельности доступными максимально широкому кругу пользователей.
Проект призван заинтересовать руководство, профессионалов и другие заинтересованные стороны на государственном, региональном и местном уровнях в развитии инфраструктуры доступа к информации о культуре для конечных пользователей и создать «местный доступ к сети» путём вовлечения средств коммерческих организаций (например, компаний по производству аппаратного обеспечения и поставщиков программного обеспечения).

#### «Мастер конференций»
«Мастер конференций» — это механизм создания сайтов конференций, семинаров, чтений, съездов, и т. д., дающий возможность разработать специализированный интерактивный интернет-механизм, позволяющий потом любому учреждению открывать сайт своего мероприятия, который будет формироваться из готовых универсальных программных модулей.
Пользователь, опираясь исключительно на свой уровень компьютерной грамотности, сможет подключать или исключать по ходу «конструирования» программные модули, назначить шаблоны, выбрать оформление сайта его конференции и т. д.

### Сайты проектов РСКН
- Сайт проекта европейской комиссии «Cultivate-russia»
- Интернет-портал «Музеи России»
- Сайт проекта CALIMERA
- Сайт проекта «Мастер конференций»